# Nutopia

Quốc kỳ Nutopia.

Nutopia là một quốc gia mang tính khái niệm, đôi khi được coi là một vi quốc gia, do John Lennon và Yoko Ono thành lập. Một trong những lý do mà đất nước được thành lập là để giải quyết các vấn đề nhập cư đang diễn ra sau đó của Lennon (tuần trước đó ông nhận được lệnh trục xuất) thông qua các biện pháp châm biếm.
Không có lãnh đạo và không phải tất cả các quyền công dân đã được ghi nhận. Vì vậy, dân số của Nutopia không thể xác định được.
Nutopia là từ ghép của "mới" (new) và "không tưởng" (utopia), điều này cho thấy Nutopia là một xã hội mới, không tưởng.

## Lịch sử
Vào ngày 2 tháng 4 năm 1973 (ngay sau ngày Cá tháng Tư), Lennon và Ono đã giới thiệu đất nước mang tính khái niệm Nutopia trong một cuộc họp báo ở thành phố New York.

Lennon là đại sứ của đất nước và tìm kiếm (một cách sáng tạo, mặc dù không thành công) quyền miễn trừ ngoại giao để chấm dứt những rắc rối nhập cư liên tục của Lennon, khi ông và Ono cố gắng ở lại Hoa Kỳ. (Ono đã có thẻ thường trú thông qua người chồng trước của bà, Tony Cox. Lennon đã bị từ chối quy chế thường trú). Lennon nói về đất nước tưởng tượng, nơi sẽ sống theo những lý tưởng trong bài hát "Imagine" của ông, trong tuyên bố "chính thức" (được ký vào ngày trước đó):
Chúng tôi công bố sự ra đời của một quốc gia khái niệm, Nutopia. Bạn có thể nhận được quyền công dân của đất nước bằng cách tuyên bố nhận thức của bạn về Nutopia. Nutopia không có lãnh thổ, không có ranh giới, không có hộ chiếu, chỉ có con người. Nutopia không có luật nào khác ngoài luật vũ trụ. Mọi người dân Nutopia đều là đại sứ của đất nước. Với tư cách là hai đại sứ của Nutopia, chúng tôi yêu cầu được Liên Hợp Quốc công nhận và miễn trừ ngoại giao đối với đất nước và người dân của chúng tôi.
Vào năm 2006, một trang web của Nutopia đã được tạo ra để nói về bộ phim tài liệu The U.S. vs. John Lennon, được phân phối bởi Lions Gate Entertainment.

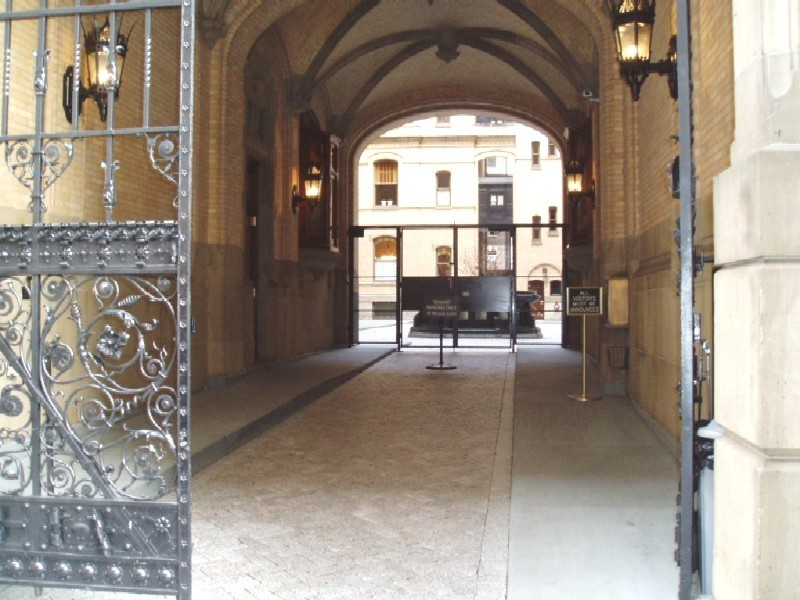
Lối vào tòa nhà Dakota, nơi Lennon và Ono đặt biển Đại sứ quán Nutopia trên cửa sau căn hộ của họ

## Biểu tượng
Quốc kỳ của Nutopia chỉ có một màu: trắng. Tại cuộc họp báo, Lennon vẫy một chiếc khăn giấy trắng, tuyên bố: "Đây là lá cờ của Nutopia - chúng tôi đầu hàng, vì hòa bình và tình yêu". Theo phóng viên của Thời báo New York, Lennon đã xì mũi trên khăn giấy. Một số chỉ trích Nutopia vì sự đầu hàng, nhưng Lennon và Ono bảo vệ nó, nói rằng chỉ thông qua đầu hàng và thỏa hiệp mới có thể đạt được hòa bình.
Album Mind Games (1973) của Lennon có bài "Bài ca Quốc tế Nutopia", gồm 4 giây im lặng.
Đại ấn Nutopia là một bức tranh vẽ tay, có hình ảnh một con hải cẩu cân bằng âm dương trên mũi của nó.
Một tấm bảng khắc dòng chữ "Đại sứ quán Nutopia" đã được lắp đặt ở lối vào sau (bếp) của khu căn hộ Dakota nơi Lennon và Ono sống. Nhiều thập kỷ sau, Ono nhận xét rằng khách thích đi vào nhà bà qua cánh cửa đó thay vì lối vào trước.

## Di sản
Ca sĩ kiêm nhạc sĩ người Phần Lan, Kari Peitsamo, người hâm mộ các tác phẩm của Lennon, đã phát hành một bài hát có tên "Nutopia" trong album I’m Down của ông.
Năm 2009, một cuộc triển lãm ở New York đã trưng bày bức thư tuyên bố thành lập Nutopia.